# Oberea rufosternalis
Oberea rufosternalis là một loài bọ cánh cứng trong họ Cerambycidae.